# Zauiya (districte)
El districte de Zauiya (àrab: شعبية الزاوية, xaʿbiyyat az-Zāwiya) és un dels 22 districtes o xabiyya en què es divideix administrativament Líbia, al nord-oest del país. La seva capital és Zauiya.

## Límits
La seva característica geogràfica principal és que posseeix costes sobre el Mar Mediterrani i que la seva forma és similar a la d'un quadrat.
A terra, limita amb els districtes de Trípoli a l'est, Al Jfara al sud-est, Al Jabal al Gharbi al sud i
An Nuqat al Khams a l'oest.
Des de la reorganització de districtes de Líbia de 2007, l'antic barri de Sabratha Wa Surman ha passat a pertànyer al districte de Zauiya.

## Superfície i dades demogràfiques
La seva superfície ocupa un territori de 2.890 quilòmetres quadrats. La seva població el 2006 va ser de 290.993 persones. La densitat poblacional en el Districte de Zauiya és de 129,72 habitants per quilòmetre quadrat.